# François de Négrier

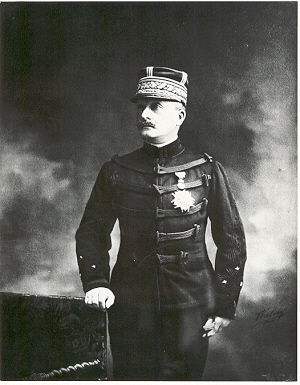
Oscar de Négrier

Francois Oscar de Négrier (2 tháng 10, 1839 - 22 tháng 8, 1913) là một trong những vị tướng Pháp có uy tín nhất của Đệ Tam Cộng hòa Pháp, giành được danh tiếng ở Algeria trong chiến dịch Sud-Oranais (1881) và Bắc Kỳ trong Chiến tranh Trung-Pháp (tháng 8, 1884 - tháng 4, 1887).

## Tiểu sử
Francois Oscar de Négrier sinh ra trong một gia đình quân đội Pháp. Cha của ông, viên tướng Negrier qua đời trong cách mạng Pháp năm 1848. Negrier thuở nhỏ không được ăn học đàng hoàng, năm 17 vào đại học Saint Cyr nhưng bị nhà trường đuổi học 3 năm sau đó vì đánh nhau với một người bạn cùng trường.

## Tham gia quân đội
Negrier tham gia quân đội khi còn trẻ. Nhờ có tài năng quân sự xuất sắc, ông ta được thăng cấp lên làm trung úy vào năm 1859, tham gia chiến dịch Italia từ 1860 đến 1863. Sau năm 1863, Negrier được cử sang châu Phi để chỉ huy tiêu đoàn 16 nhằm ổn định tình hình thuộc địa của Pháp tại đây (1863 - 1866). Ngày 11/3/1868, Negrier chỉ huy quân Pháp trong các chiến dịch chống lại quân Phổ trước Chiến tranh Pháp-Phổ, bị bắt ở Metz nhưng đã vượt ngục thành công sau khi giết chết hai lính canh Phổ xét hỏi giấy tờ tùy thân.

### Chiến dịch Bắc Phi, Nga
Sang châu Phi, Negrier chỉ huy quân đoàn 24 trong chiến dịch Bắc Phi và bị thương trong các trận đánh của Villers-Bretonneux, sau đó là Vermand (Negrier được thăng chức sĩ quan của Lê dương Pháp năm 1871). Sau chiến tranh, ông ta rời châu Phi và tham gia vào chỉ huy tiểu đoàn 11e chiến dịch Milianah. Bằng sự dũng cảm của mình, Negrier chiếm lấy Thanouts ngày 19/8/1871. Sau đó ông được bổ nhiệm làm chỉ huy trưởng tiểu đoàn 25 giữ Thanout.
Tháng 10/1879, Negrier được thăng làm Đại tá nắm giữ Đại đoàn 79 để tham gia chiến dịch Ural nhằm thành lập các công ty để dễ dàng buôn bán và đồng thời chống lại quân khởi nghĩa tại Nga. Negrier được thăng chức chỉ huy của Quân đoàn Lê dương năm 1882.

### Chiến dịch Việt Nam
De Negrier được phong làm Chuẩn tướng vào ngày 31/8/1883. Ông ta trực tiếp tham gia chiến dịch Bắc Ninh, Lạng Sơn (nơi Negrier bị thương, phải nhường chức chỉ huy cho Herbinger). Negrier được phong làm Hiệp sĩ năm 1884 và tham gia chỉ huy một số quân đoàn cho đến lúc nghỉ hưu. Negrier mất năm 1913.